# Municipio de Carson (Illinois)
El municipio de Carson (en inglés: Carson Township) es un municipio ubicado en el condado de Fayette en el estado estadounidense de Illinois. En el año 2010 tenía una población de 141 habitantes y una densidad poblacional de 3,05 personas por km².

## Geografía
El municipio de Carson se encuentra ubicado en las coordenadas 39°9′1″N 89°0′5″O / 39.15028, -89.00139. Según la Oficina del Censo de los Estados Unidos, el municipio tiene una superficie total de 46.17 km², de la cual 46,09 km² corresponden a tierra firme y (0,17 %) 0,08 km² es agua.

## Demografía
Según el censo de 2010, había 141 personas residiendo en el municipio de Carson. La densidad de población era de 3,05 hab./km². De los 141 habitantes, el municipio de Carson estaba compuesto por el 100 % blancos. Del total de la población el 3,55 % eran hispanos o latinos de cualquier raza.